# Harry Potter and the Sacred Text
A Harry Potter and the Sacred Text egy podcast, amiben a Harry Potter-könyveket vallási szövegekhez hasonló módon kezelik. Minden epizód a Harry Potter-könyvek soron következő fejezete köré épül. A fejezet cselekményét és az általa felvetett kérdéseket a hostok valamely előre kijelölt témán keresztül vizsgálják: ilyen témák voltak például a „sebezhetőség”, „árulás” vagy a „barátság”. A podcastot emiatt  „bibliaóra Harry Potter-rajongóknak” jellemzéssel is illették.
A podcastot Vanessa Zoltan és Casper ter Kuile alapították 2016-ban, és ők voltak a műsorvezetők is 2016 és 2021 között: ezalatt kronologikus sorrendben végigértek mind a hét Harry Potter-könyvön. Ezt követően ter Kuile helyét Matt Potts vette át, és a podcast újrakezdődött az első könyvtől kezdve.

## Történet
A projekt a Harvard Egyetem teológiai iskolájából indult. Mindkét alapító itt tanult, és mindkettőjüket érdekelte az isten nélküli vallásosság illetve spiritualitás: Zoltan önmagát „ateistának, zsidónak és humanistának” vallja, ter Kuile pedig nem vallásos lelkésznek tanult. A podcastot Zoltan egy előadása ihlette, amin a Jane Eyre regényt olvasták vallási szövegként. Az előadásra ter Kuile is járt, és ő javasolta Zoltannak, hogy alkalmazzák ugyanezt a módszert a Harry Potter-könyvekre is.
2015-ben Zoltan és ter Kuile egy heti rendszerességű könyvklubot indítottak az egyetemi kampuszon kívül található Humanist Hubban. Azért a Harry Potter-könyveket választották témául, mert egyrészt nagy olvasótáborral bír, másrészt pedig az emberi élet számos nagy kérdése – például a szeretet, barátság, család és gyász – is szerepet kap benne. Ter Kuile kiemelte, hogy „az emberek gyakran fordulnak a Harry Potter-könyvekhez nehéz időkben”.
Ahogy könyvklub egyre népszerűbb lett, és nemzetközi érdeklődést is generált, Zoltán és Ter Kuile úgy döntöttek, hogy a projektet podcastként folytatják tovább.  Ariana Nedelmant, a teológiai iskola egy hallgatóját és tapasztalt digitális producert kérték fel, hogy segítsen áttérni az áttérésben. A produkció finanszírozására egy Kickstarter-projektet hoztak létre, amely végül 3549 dollárt gyűjtött össze, elérve és meghaladva az eredeti 3000 dolláros célt. 
2020. április 17-én bejelentették, hogy miután a podcast végigér mind a hét könyvön, újra fog indulni az első könyv, a Harry Potter és a bölcsek köve olvasásával. Ezzel együtt lett bejelentve, hogy az utolsó könyv, a Harry Potter és a Halál Ereklyéi befejezése után Casper ter Kuile távozni fog a műsorvezetők közül, és a helyét Matt Potts episzkopális lelkész és a Harvard Teológiaiskola professzora veszi át. Potts korábban számos alkalommal volt a podcast meghívott vendége.

## Formátum
A podcast a Harry Potter-könyvsorozat felépítését követi. Minden epizód egy könyvfejezetről szól, a fejezeteken sorrendben mennek végig, a podcast évadjai pedig a könyveknek felelnek meg. Amellett, hogy minden héten másik fejezet van soron, minden epizódnak más – előre megválasztott – témája is van, amelyen keresztül a szöveget elemzik, például „szeretet”, „megbocsátás”, „kötelesség” vagy „szívfájdalom”. 
A legtöbb epizód ugyanazt a formátumot követi. Az ismétlődő rovatok a következők:  
- Nyitótörténet az egyik házigazdától (vagy néha egy vendégtől), amely kapcsolódik az epizód témájához, viszont általában nincs köze a fejezet cselekményéhez.
- 30 másodperces összefoglaló, amelyben a műsorvezetők azon versenyeznek, hogy melyikük tudja ügyesebben összefoglalni a soron következő fejezet cselekményét fél percben.
- A fejezet megbeszélése a hét témáján keresztül. A fejezetet magát nem olvassák fel.[19]
- Szakrális olvasás: a fejezet egy részén valamilyen hagyományos vallásos olvasási gyakorlatot alkalmaznak, amik gyakran a zsidó vagy keresztény hagyományból, például jesivákból vagy szerzetesrendekről származnak. Az alkalmazott gyakorlatok közé tartozik a chavruta, a pardes, a florilegium, a marginalia, a szent képzelőerő és a lectio divina.
- Hallgatói hangposta: a podcast hallgatói elküldik saját személyes történeteiket a könyvhöz vagy egy megelőző epizódban tárgyalt témához. A témák gyakran komolyak: például a 3. évadban egy hallgató a texasi Austinból osztotta meg gondolatait a texasi egyetem nemrégiben történt késeléséről a megbocsátás témájával kapcsolatban.[20]
- Áldás: a podcast végén a műsorvezetők megáldanak egy-egy karaktert az adott fejezet szereplői közül, és ezt meg is indokolják. A podcast kezdete óta Zoltán arra törekedett, hogy minden epizódban egy női szereplőt áldjon meg, ami egyes fejezetek esetében különösen rávilágított a női jelenlét teljes hiányára az adott fejezetben.

## Epizódok
A Harry Potter and the Sacred Text szokásos epizódjai az egyes fejezetek elemzése köré épülnek. Emellett minden évad végén van egy befejező epizód, amiben az egész könyvről van szó. Évadonként van legalább egy Bagolyposta-epizód, amiben a műsorvezetők hallgatói hangpostákat játszanak le illetve reagálnak ezekre. Ezekben az epizódokban gyakran szerepel egy meghívott vendég is, aki a spiritualitással kapcsolatban beszél.
Ezek mellett a Women of Harry Potter sorozatban egy-egy női karakterről beszélnek részletesen, függetlenül attól, hogy a fő műsor épp melyik fejezetnél tart.

## További tevékenységek
A műsorvezetők élő show-kat is szerveznek. Ezeket a podcast ihlette, de annál több interaktív elemet is tartalmaznak: ezeken előfordulnak játékok, élőzene, közönségi részvétel illetve meditációk. A Harry Potter and the Sacred Text élő show-k szerepeltek többek között a LeakyCon, PodCon és a Nerdcon:Nerdfighteria eseményeken.
A Zoltan és ter Kuile által elindított eredeti könyvklub a mai napig működik. Emellett a podcast hallgatói létrehoztak helyi olvasócsoportokat is szerte az Egyesült Államokban, az Egyesült Királyságban, Európában, Kanadában és Ausztráliában.

## Kritikák
Néhány hónappal a podcast indulása után második helyre került az iTunes Chart amerikai listáján. Hetente körülbelül százezer hallgatója van.  A podcast szerepelt a Guardian „2016 50 legjobb podcastja” listáján, ahol a „Kultúra és sport” kategóriában a második helyre került. 2016 szeptemberében az Entertainment Weekly „Must List”-jén a második helyen szerepelt.
A Daily Dot szerint „a podcast szépsége a történetmesélésből és -elemzésből fakad”. Úgy vélik, hogy a podcast „lenyűgöző módja” a Harry Potter-könyvek újraolvasásának, hozzátéve, hogy „a világ számos hitét és vallását képes tisztelni és rájuk reflektálni”. A Jewish Journal szerint a podcast „büszkén idealista, de egyben a realizmuson is alapul”,  míg a Utah Statesman a műsorvezetők varázsát dicséri: „Zoltan és ter Kuile sikeresen kapcsolják össze a Harry Potter-szövegeket a való élettel, de az ő nerdy és barátságos személyiségük miatt térek vissza hétről hétre.”
Egyes kiadványok fenntartásokat fejeztek ki a vallási nyelv világi szövegekre való alkalmazásával kapcsolatban. A LifeZette konzervatív folyóirat szerint: „A podcast rajongói a keresztény hívők által korábban a Jézus Krisztusba mint Megváltóba vetett bizalmuk leírására használt terminológiát használják, de ők most egy varázslóról beszélnek.” Vanessa Zoltanról úgy írtak: „Egyértelmű, hogy ő és kollégái ‘tudnak valamit’.” A First Things című vallási folyóirat vegyes értékelést ad, bírálva, hogy a „szent” definíciója nincs kellően megalapozva, és megjegyezve: „Úgy tűnik, ennek a műsornak a házigazdái ügyesek a szójátékokban, de nem annyira jók a metafizikában”. Mindazonáltal dicsérik a podcast alázatos hozzáállását a szöveghez, és egy értékes irodalmi kultúra részének tekintik, amely „rejtett ajándékaik” miatt szereti a könyveket: „a HPST nagy része egyszerűen csak az átgondolt olvasás gyakorlata – az a fajta örömteli elmélkedés, amely vonzza a lelkes olvasókat, illetve lelkes olvasókká tesz, és ami arra emlékeztet bennünket, hogyan kelnek a nagyszerű könyvek életre, ha bízunk abban, hogy tanítani tudnak nekünk valamit.”

## Fordítás
- Ez a szócikk részben vagy egészben  a   Harry Potter and the Sacred Text című angol Wikipédia-szócikk ezen változatának fordításán alapul.  Az eredeti cikk szerkesztőit annak laptörténete sorolja fel. Ez a jelzés csupán a megfogalmazás eredetét és a szerzői jogokat jelzi, nem szolgál a cikkben szereplő információk forrásmegjelöléseként.